# Microsphecodes kathleenae
Microsphecodes kathleenae är en biart som först beskrevs av Eickwort 1972.  Microsphecodes kathleenae ingår i släktet Microsphecodes och familjen vägbin. Inga underarter finns listade i Catalogue of Life.